# 1976年冬季残疾人奥林匹克运动会日本代表团
1976年冬季残疾人奥林匹克运动会日本代表团是日本派出的1976年冬季残疾人奥林匹克运动会代表团。未获得奖牌。